# Turbocompressor
Un turbocompressor o turbocarregador és un sistema de sobrealimentació que usa una turbina per a comprimir gasos. Aquest tipus de sistemes se sol utilitzar en motors de combustió interna, encara que també s'usen en estacions distribuïdores de gas natural per a enviar-lo per gasoductes.
En alguns països, la càrrega impositiva sobre els automòbils depèn de la cilindrada del motor. Com que un motor amb turbocompressor té una major potència màxima per a una cilindrada donada, aquests models paguen menys impostos que els que no en tenen.

## Funcionament
En automoció, el turbocompressor consisteix en una turbina moguda pels gasos d'escapament d'un motor d'explosió, en l'eix de la qual es fixa solidàriament un compressor centrífug que pren l'aire a pressió atmosfèrica després de passar pel filtre d'aire i després el comprimeix a fi d'introduir-lo en els cilindres a una major pressió que l'atmosfèrica. Aquest augment de la pressió aconsegueix introduir en el cilindre una major quantitat d'oxigen (massa) que la massa normal que el cilindre aspiraria a pressió atmosfèrica, obtenint el motor més potència que un motor atmosfèric de cilindrada equivalent, i amb un increment de consum proporcional a l'augment de massa d'aire. Els turbocompressors més petits i de pressió de bufat més baixa exerceixen una pressió màxima de 0,25 bar (3,625 psi), mentre que els més grans arriben als 1,5 bar (21,75 psi). En motors de competició s'arriba a pressions de 3 i 8 bar. Depenent de si el motor és gasolina o dièsel. Com que l'energia utilitzada per a comprimir l'aire d'admissió prové dels gasos d'escapament, que es rebutjaria en un motor atmosfèric, no es resta potència al motor quan el turbocompressor està treballant, ni tampoc provoca pèrdues fora del rang de treball del turbo, a diferència d'uns altres, com els sistemes amb compressor mecànic (sistemes en els quals el compressor és accionat per una corriola connectada al cigonyal).

## Utilització

Cicle de funcionament d'un turbocompressor.

Els turbocompressors presenten diferències funcionals segons la naturalesa del motor:

### Motors dièsel
En els motors dièsel el turbocompressor està més difós, ja que un motor diésel treballa per auto ignició; és a dir, el combustible s'encén espontàniament en augmentar la temperatura d'aquest. Aquesta temperatura és assolida per l'augment de la pressió de la càrrega d'aire en el cilindre durant la fase de compressió i, en arribar-se a la més alta temperatura de la càrrega d'aire, el gasoli és injectat, fent combustió espontàniament, obviant el sistema d'encès. En augmentar el volum de la càrrega d'aire durant el cicle d'admissió mitjançant l'ús d'un turbocompressor, s'assoleix augmentar considerablement el rendiment del motor així com la seva capacitat de resposta. Els vehicles dièsel estan començant a millorar les seves prestacions a causa dels avanços en els turbocompressors que ara ocupen menys espai del que solien ocupar permetent una combustió òptima amb menor esforç per als injectors i els motors.

### Motors de gasolina
En els motors de gasolina/benzina/nafta, el combustible s'injecta en el pas entre el turbocompressor i la cambra de combustió (múltiple d'admissió) o directament en la càmera si és injecció directa. En motors gasolina, s'ha de reduir la relació de compressió per a evitar l'auto ignició. Això produeix una disminució del rendiment que es compensa amb la pressió d'aire extra que entra dintre la càmera de compressió amb la qual el motor desenvolupa molta més potència que un motor atmosfèric a idèntiques condicions. Per exemple un motor atmosfèric convencional de 2000 cc desenvolupa al voltant de 150 cv, un motor 2000 cc turbo convencional desenvolupa al voltant de 250 cv. Els motors a gasolina/naftens incorporen una vàlvula de "papallona" accionada per l'accelerador elèctricament o mecànicament per un cable, la qual regula la quantitat d'aire que entra en el motor i això és la base per a calcular la barreja combustible/aire a injectar en els cilindres. És molt recomanable la utilització d'una vàlvula addicional anomenada "blow-off" entre el turbocompressor i la vàlvula de "papallona" de l'admissió. En tancar la papallona de forma sobtada es crea un augment de pressió coneguda com a "cop d'ariet" aquest es desplaça pels tubs buscant una sortida, si no n'hi ha aquesta pressió intenta retrocedir pel turbo provocant una reducció de la seva velocitat de gir i una reducció del cabal d'aire aportat; aquests factors duen al turbocompressor a una àrea de treball inestable coneguda com a "sortidor", que, si no és evitada, provoca sobreesforços al turbocompressor. Per a evitar-la, la blow-off allibera part de la pressió provinent del turbocompressor. Les blow-off poden recircular l'excés de pressió a l'entrada de l'admissió (en aquest cas es diuen vàlvules recirculadores,"diverter" o "desviadora") i vàlvules blow-off pròpiament aquestes, que descarreguen la pressió a l'exterior produint un so característic. La vàlvula blow-off funciona accionada, mitjançant la depressió del col·lector d'admissió, aquesta crea un buit sobre el pistó de la vàlvula, quan aquesta supera cert valor (supera la força del moll antagonista) aquesta s'obre i deixa sortir l'aire..

#### Intercooler
L'aire, en ser comprimit, s'escalfa i perd densitat; és a dir, en un mateix volum tenim menys massa d'aire, pel que és capaç de cremar menys combustible i, en conseqüència, es genera menys potència. A més, en augmentar la temperatura d'admissió augmenta el perill de detonació, picat, o auto ignició i es redueix la vida útil de molts components per excés de temperatura, i sobreesforços del grup tèrmic. Per a disminuir aquesta problemàtica s'interposa entre el turbocompressor i l'admissió un "intercanviador de calor" o "intercooler". Aquest sistema redueix la temperatura de l'aire, amb el que s'augmenta la densitat d'aquest, i que introduïm en la cambra de combustió. En el costat negatiu, els intercanviadors de calor provoquen una caiguda de pressió, pel que es disminueix la densitat de l'aire, encara que en molts casos és necessari instal·lar un per a evitar la detonació o auto ignició. Existeixen 3 tipus d'intercoolers: Aire/aire: en aquests l'aire comprimit intercanvia la seva calor amb aire extern. Aire/aigua: l'aire comprimit intercanvia la seva calor amb un líquid que pot ser refrigerat per un radiador o, en algunes aplicacions, amb gel en un dipòsit situat en l'interior del cotxe. Criogènics: es refreda la barreja mitjançant l'evaporació d'un gas sobre un intercanviador aire/aire.

#### Demora de resposta

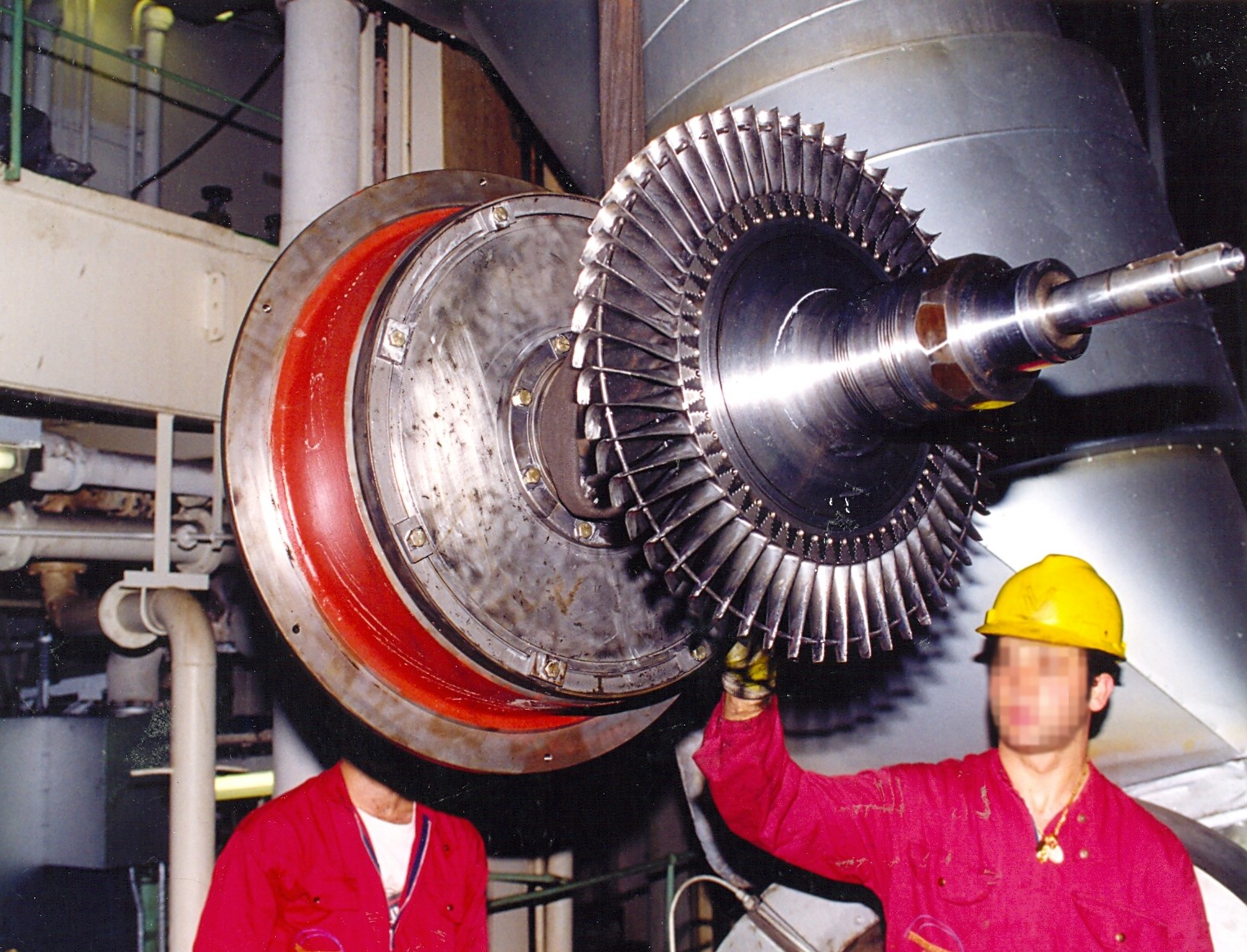
Turbocompressor d'un motor dièsel marí.

Els motors proveïts de turbocompressors pateixen d'una demora major en la disposició de la potència que els motors atmosfèrics (NA Normal Aspiration o Aspiració Normal) o amb compressor mecànic, degut al fet que el rendiment del turbocompresor depèn de la pressió exercida per aquest. En aquesta demora influïxen la inèrcia del grup (el seu diàmetre i pes) i el volum del col·lector entre la turbina i la sortida dels gasos d'escapi del cilindre. Un turbocompresor no funciona d'igual manera en diferents règims de motor. A baixes revolucions, el turbocompresor no exerceix pressió perquè l'escassa quantitat de gasos no empeny amb suficient força. Un turbocompresor més petit evita la demora en la resposta, però exerceix menys força a altes revolucions. Distints fabricants de motors han dissenyat solucions a aquest problema. Un "biturbo" és un sistema amb dos turbocompresors de diferent grandària. A baixes revolucions funciona solament el petit, a causa de la seva resposta més ràpida, i el gran funciona únicament a altes revolucions, ja que exerceix major pressió. Un "biturbo en paral·lel" o "twin turbo" és un sistema amb dos turbocompresors petits d'idèntica grandària. AL ser més petits que si anés un turbocompresor únic, tenen una menor inèrcia rotacional, pel que comencen a generar pressió a revolucions més baixes i es disminuïx la demora de resposta. Un "turbocompresor asimètric" consisteix a posar un sol turbocompresor petit en una bancada (la davantera en el motor V6 col·locat transversalment) deixant l'altra lliure. La idea no és aconseguir una gran potència, sinó que la resposta sigui ràpida. Aquest sistema va ser inventat pel fabricant suec Saab i utilitzat en el Saab 9-5 V6. Un "biturbo seqüencial" es compon de dos turbocompresors idèntics. Quan hi ha poc volum de gasos d'escapi s'envia tot aquest volum a un turbocompresor, i quan aquest volum augmenta, es reparteix entre els dos turbocompresors per a assolir una major potència i un menor temps de resposta. Aquest sistema és utilitzat en el motor Wankel del Mazda RX-7. Un "turbocompresor de geometria variable" (VTG) consisteix en un turbocompresor que té un mecanisme de "aletes" cridades àleps mòbils que s'obren i tanquen fent variar la velocitat dels gasos d'escapi a l'entrar en la turbina, a menor cabal de gasos d'escapi (baixes revolucions) es tanca el pas entre els àleps provocant que els gasos augmentin la velocitat a l'entrar en la turbina, a major cabal (altes revolucions) necessitem més pas i aquests s'obren. Això ens permet tenir una pressió de treball molt lineal en tot el règim de treball del turbocompresor. En motors diésel és molt comú però en motors de gasolina sol Porsche ha desenvolupat un turbo que aguanta més de 1000 °C en el model Porsche 911 turbo (2007). També Mazda, té un prototip de turbo elèctric. El sistema elèctric del cotxe no pot donar suficient cabal per al motor a altes revolucions, però sí a baixes; així ambdós es complementen. Amb baixa càrrega i revolucions, l'ajuda elèctrica permet un ràpid augment de pressió i després la turbina pot subministrar tota la potència per a comprimir l'aire. Aquest sistema estalvia molta més energia que combinant-lo amb un compressor mecànic mogut pel motor. El sistema acompanyat per un compressor mecànic ha tingut molt bons resultats en prestacions i consums en el motor TSI de VW.

#### Overboost
Durant el període durant el qual el sistema produeix a plena càrrega una pressió de sobrealimentació major a la normal, amb objectiu d'augmentar el parell motor. Actualment aquest sistema, amb el control electrònic adequat, pot tenir en compte diferents factors com la càrrega o la relació de canvi. Actuals VTG, etc.

#### Evolució
Actualment s'està canviant la filosofia d'aplicació dels turbocompressors, abans prevalia la potència a altes revolucions i ara cada vegada més, que el cotxe respongui bé en tot el règim de gir d'ús. La vàlvula cridada waste-gate evita pressions excessives que danyin el motor.

#### Refrigeració
Normalment el turbocompressor sol estar refrigerat amb oli que circula mentre el motor està en marxa. Si s'apaga bruscament el motor després d'un ús intensiu, i el turbocompressor està molt calent, l'oli que refrigera els coixinets del turbocompressor es queda estancat i la seva temperatura augmenta, amb el que es pot començar a carbonitzar, disminuint la seva capacitat lubrificant i escurçant la vida útil del turbocompressor. El Turbo Timer és un sistema que manté circulant l'oli en el turbocompressor durant un lapse de temps després de l'apagat del motor. Alguns models funcionen amb sensors que detecten la intensitat en l'ús del turbocompressor per a permetre la lubricació forçada del mateix per un temps prudencial després de l'apagat del motor.